# Turbina powietrzna

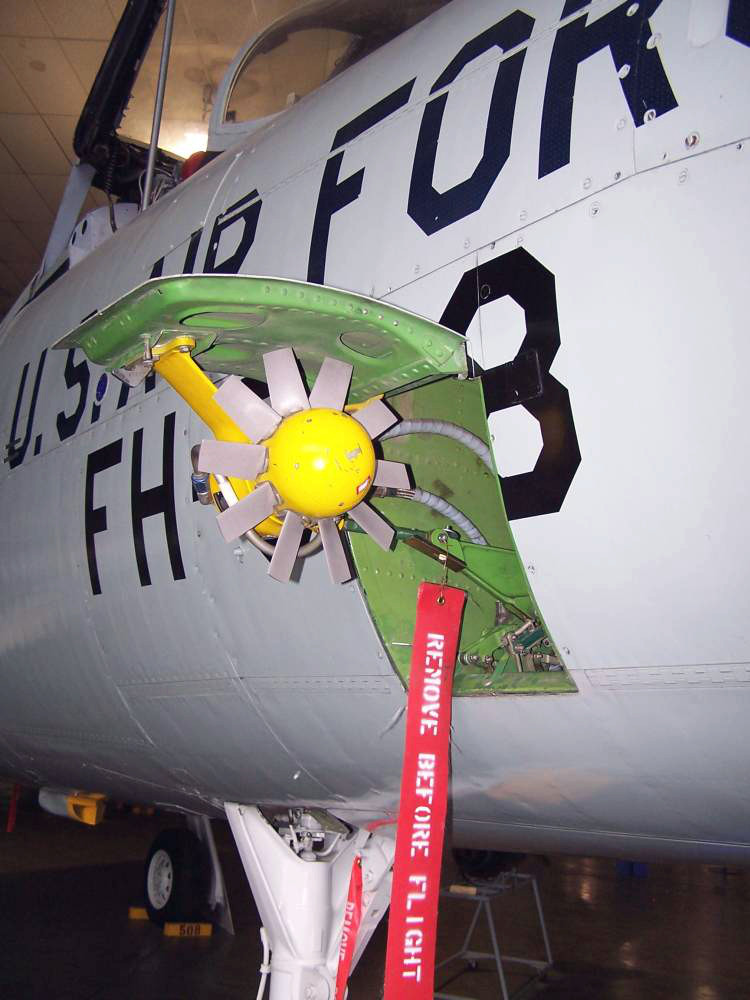
Turbina powietrzna na samolocie wojskowym F-105 Thunderchief

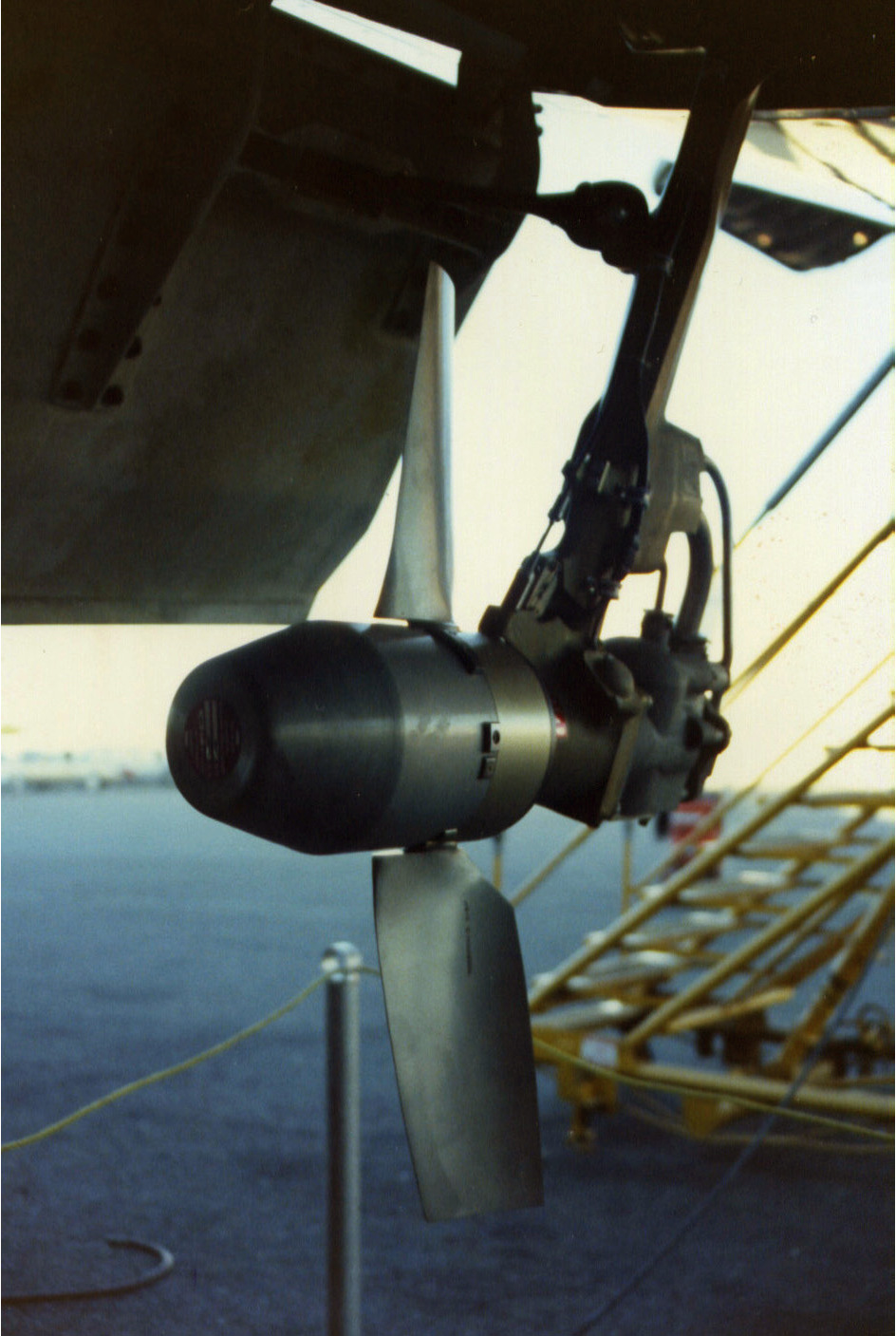
Turbina powietrzna na samolocie pasażerskim Boeing 757

Awaryjna turbina powietrzna (ang. Ram Air Turbine – RAT) jest urządzeniem połączonym z pompą hydrauliczną lub z generatorem elektrycznym, mającym zastosowanie w lotnictwie i wykorzystywanym jako źródło zasilania. Wysuwana jest z boku lub ze spodu samolotu w przypadku braku prądu. Generuje ona energię, niezbędną do pracy podstawowych urządzeń i systemów samolotu. Moc jest generowana w wyniku przepływu strug powietrza poruszających łopatkami turbiny.
Z wyjątkiem agrolotnictwa, współczesne samoloty wykorzystują turbiny powietrzne tylko awaryjnie – w przypadku utraty głównego oraz pomocniczego źródła zasilania RAT dostarcza potrzebną energię. W przeszłości małe turbiny powietrzne były zamontowane na stałe i zasilały generator elektryczny lub pompę paliwa.  
Współczesne samoloty generują energię w głównym silniku lub na dodatkowej turbinie zwanej pomocniczym układem zasilania, który zazwyczaj znajduje się na końcu kadłuba lub na komorze podwozia chowanego. Ilość mocy generowanej przez RAT jest zależna od prędkości samolotu. Im szybciej leci samolot, tym RAT będzie produkował więcej energii. W dzisiejszych czasach RAT zazwyczaj zamontowany jest na kadłubie. Wysuwanie następuje ręcznie lub automatycznie w przypadku awarii zasilania. W przypadku awarii systemu zasilania do wysunięcia RAT wykorzystywana jest energia zgromadzona w akumulatorach.

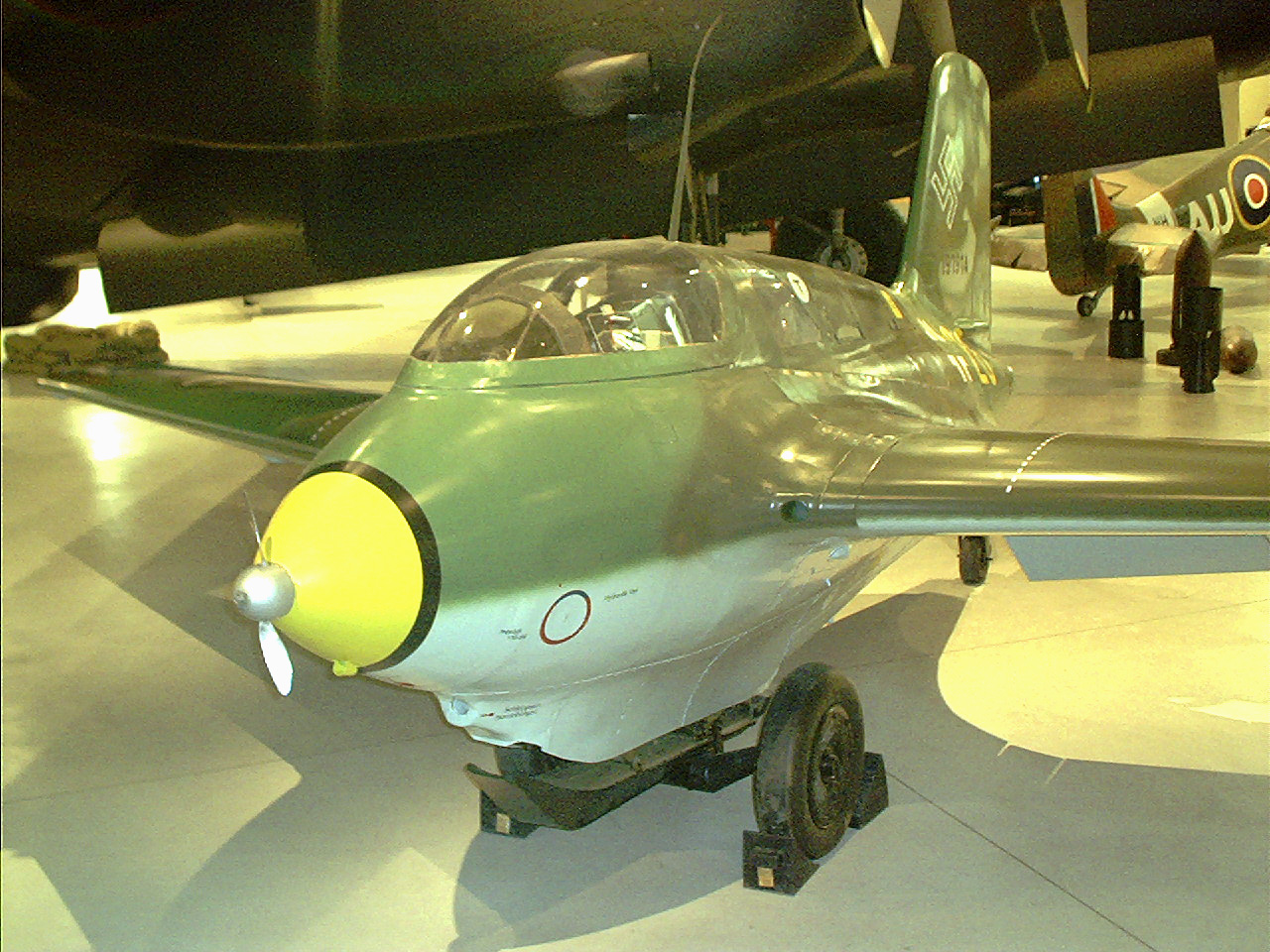
Me 163B Komet, turbina powietrzna zamontowana na dziobie

Turbina powietrzna znalazła zastosowanie w lotnictwie wojskowym, które musi być przygotowane na nagłe awarie systemów zasilania. Również wiele współczesnych samolotów pasażerskich wykorzystuje RAT. W latach 60. XX wieku Vickers VC-10 zadebiutował jako pierwszy samolot pasażerski wyposażony w RAT. Airbus A380 wyposażony jest w turbinę powietrzną o największej na świecie średnicy: 1,63 m. Zwykle wykorzystywana jest jednak turbina o średnicy około 80 cm. Typowa turbina wykorzystywana w lotnictwie pasażerskim jest w stanie wyprodukować od 5 do 70 kW mocy. Mniejsze, poruszające się z mniejszą prędkością jednostki produkują ok. 400 W.
Pionierem w wykorzystywaniu energii strug powietrza opływających samolot byli prawdopodobnie inżynierowie, którzy zainstalowali śmigło na nosie Me 163B Komet w latach 1942–43. Tak zainstalowane śmigło napędzało wał generatora, pełniącego funkcję dodatkowego źródła energii elektrycznej w czasie lotu.
Dodatkowo turbiny zasilały systemy elektroniczne. Również niektóre bomby atomowe, takie jak Yellow Sun, czy Blue Danube, wykorzystywały RAT do zasilania radiowysokościomierzy – były bardziej niezawodne od baterii.
RAT wykorzystywane jest również w agrolotnictwie do zasilania pompy odśrodkowej, której zadaniem jest zwiększanie ciśnienia nawozów, którymi spryskiwane są uprawy. Nie ma potrzeby wykorzystywania silnika do zasilania pompy. W przypadku awarii pompy, której wynikiem byłoby zatarcie, samolot jest dalej w pełni zdolny do lotu. Awarii ulega jedynie system rozpylania nawozów.
Honeywell i Hamilton Sundstrand są głównymi producentami systemów RAT w Stanach Zjednoczonych.

## Wypadki lotnicze
Lista wypadków lotniczych, w których samoloty były wyposażone w RAT:
- Air Canada Lot 143;
- Air Transat Lot 236
- Porwanie Ethiopian Airlines Lot 961
- Pinnacle Airlines Flight 3701
- US Airways Lot 1549[1]